# Briscola
Briscola (letterlijk: "troef") is een kaartspel dat lijkt op klaverjassen. De oorsprong van het spel ligt in Italië.

## De kaarten
De kaarten die gebruikt worden in het spel zijn de Italiaanse spelkaarten, die men ook kan vinden in Scopa. De volgorde van de kaarten is: 2, 4, 5, 6, 7,  boer/fante (2 punten), de ridder/cavallo (3 punten), koning/re (4 punten), drie/tre (10 punten) en aas/asso (11 punten).

## Het spel
het spel wordt vaak gespeeld in duo's die tegenover elkaar zitten. Iedere speler krijgt drie kaarten en er wordt 1 kaart half opengedraaid onder de stapel gelegd, dat is de briscola/troef. Het spel wordt gespeeld in slagen.